# Allyn Joslyn
Allyn Joslyn, född 21 juli 1901 i Milford, Pennsylvania, död 21 januari 1981 i Woodland Hills, Kalifornien, var en amerikansk skådespelare. Han debuterade på Broadway 1918, och medverkade i ett 20-tal uppsättningar där fram till 1952. Joslyn filmdebuterade 1937 och medverkade i 75 film och TV-produktioner.

## Filmografi
- 1937 – Mysteriet i Sydstaterna
- 1939 – Cafe Society
- 1939 – Endast änglar ha vingar
- 1940 – Min man har en väninna
- 1940 – Skojare gör karriär
- 1940 – Den så kallade kärleken
- 1941 – Som man bäddar...
- 1942 – Pass för den blonda!
- 1943 – Himlen kan vänta
- 1944 – Bedragaren
- 1944 – Inga tecken på mord
- 1947 – Skandalflickan
- 1950 – Sista lögnen
- 1953 – Titanic
- 1957 – Ding i bollen